# Helen Meany
Helen Meany (n. 15 decembrie 1904, New York City, New York, SUA – d. 21 iulie 1991, Greenwich, Connecticut, SUA) a fost o săritoare în apă ce a reprezentat Statele Unite ale Americii, medaliată olimpică. A participat la 2 ediții ale Jocurilor Olimpice (1924, 1928) în care a câștigat o medalie de aur.